# Héber Biblia
A héber Biblia vagy Tanakh / Tenakh (héberül: תנ״ך), keresztény szóhasználatban retronim elnevezéssel gyakran: Ószövetség vagy Ótestamentum) a zsidóság szent könyve. Tartalmában megegyezik a protestáns egyházak Ószövetségével, csak sorrendbeli eltérések vannak köztük. A Tanakh elnevezésnek nincs vallási tartalma, mivel az pusztán a zsidó kánon szerinti három rész – a Tóra (Törvény), Neviim (Próféták) és Ketuvim (Iratok) – kezdőbetűiből alkotott betűszó. Nem zsidó írásokban héber Biblia néven hivatkoznak rá.
Az Ószövetség egy egész évezred szellemi életének, gondolkodásának gyümölcse. Nem egyetlen mű, hanem legendák, krónikák, törvények, próféciák, versek, filozófiai és történelmi alkotások gyűjteménye. A héber Biblia néhány szakasz kivételével (amelyek az aráminak nevezett sémi dialektusban írtak) teljes egészében héber nyelven íródott. Középpontjában egy történet áll, mely Izrael népének felemelkedését és Istennel való kapcsolatát örökíti meg. Eltérően a többi ókori közel-keleti mitológiától így az egyiptomi Oziriszról, Íziszről, Hóruszról szóló történetekkel, vagy a mezopotámiai Gilgames-eposszal szemben, szilárd, e világi alapokon nyugszik. Az a világ, amelyben keletkezett, nem hatalmas városok és szent életű hősök birodalma volt, hanem egy parányi királyság, melynek népe a háborúktól, az éhségtől és szomjúságtól gyötörve küzdött fennmaradásáért. Az i. e. 7. század végén kialakult a júdai udvari tisztviselők, írástudók, papok, földművesek és próféták egy közös együttműködése során létrehozott egy új mozgalmat. A mozgalom középpontjában a szájhagyomány útján fennmaradó és azt megíró szent szöveg állt. Az elbeszélést  történeti írások, emlékek, legendák, népmesék, anekdoták, próféciák, uralkodói propagandák, és ősi költemények megdöbbentően gazdag gyűjteményéből szőtték egybe. Ez az irodalmi mestermű később még számos szerkesztésen és átalakításon esett át, míg végül a világ minden részén kialakult közösségeknek is meghatározó útmutatója lett. Izrael népének viselkedése, Isten parancsolataihoz való viszonyulás, ragaszkodásuk vagy elvetésük határozza meg, milyen irányba fordul a történelem. Izrael népén, és rajta keresztül a Biblia olvasóin áll a világ sorsának meghatározása.
Az izraeliták történelme egy család történetével, Ábrahám, felesége, Sára, fiuk, Izsák, az ő felesége Rebeka, unokájuk, Jákob és annak tizenkét fia személyes odüsszeiájával kezdődik. Az egész Tanakhban nyomon követhető egyre bonyolódó életük minden részlete, megismerhetőek árulásaik, csalásaik, és számos bűnük. Sokkal később, az egyiptomi szolgaságból való csodálatos menekülés, a sivatagi negyven évi vándorlás és Kánaán meghódítása után válik világossá, hogy időközben a családból dinasztia, végül pedig nemzet lett.

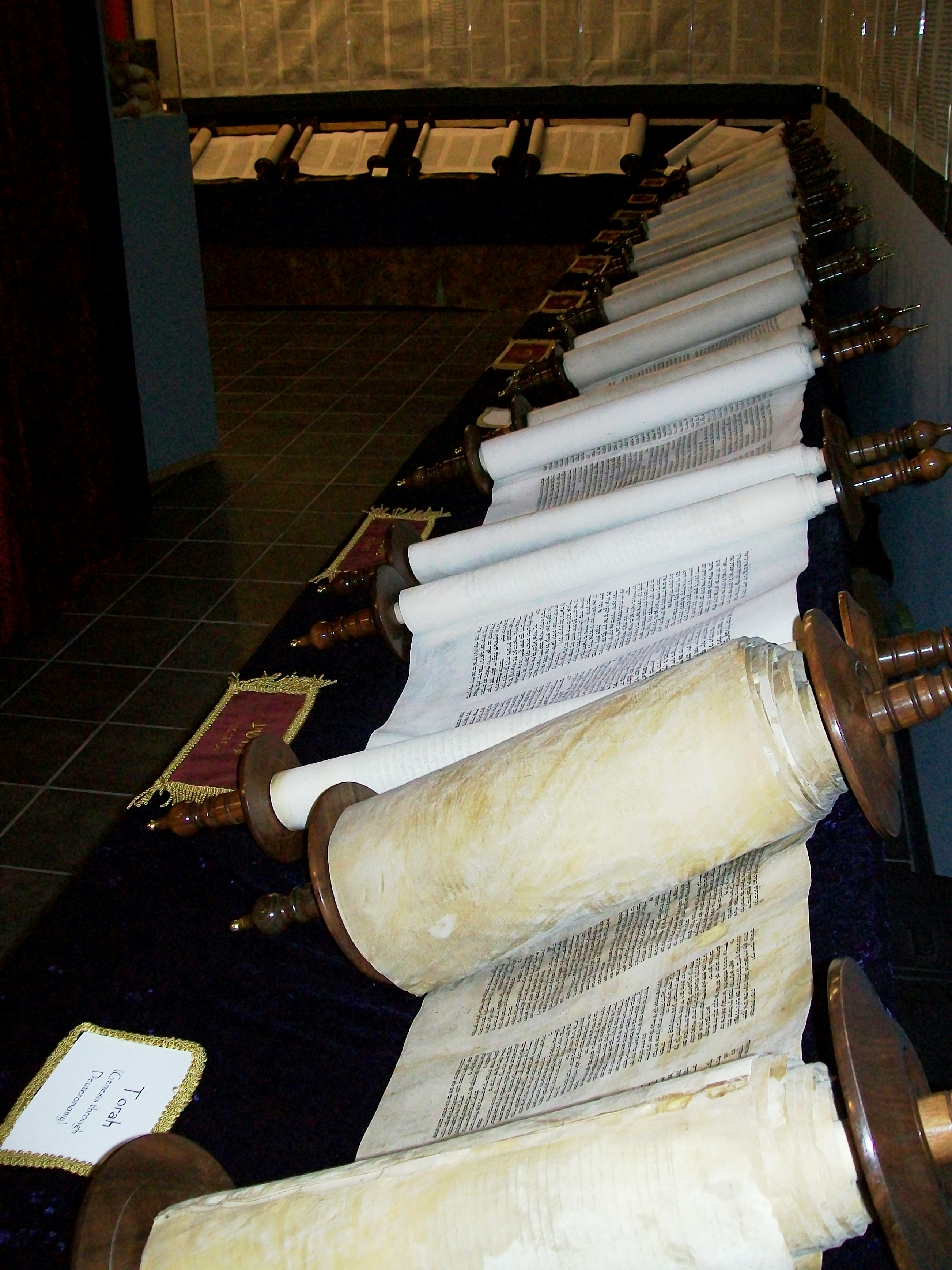
Tanakh tekercsek

## Névváltozatok
A Tanakh-nak, betűszó lévén, több variációja is van.
- pontozatlanul: תנ״ך
- pontozva Tanakh (Tanach): תַּנַ״ךְ
- vagy Tənakh / Tenakh / T'nakh / Tnakh: תְּנַ״ךְ

A betűk között található kettős aposztróf (gerásajim ״ ) a betűszavak szokásos héber rövidítési jele.

## Keresztény elnevezése
A Biblia két külön részének elnevezésére a szövetség és a testamentum szavak egyaránt használatosak, bár nem szinonimái egymásnak. A magyar Ószövetség a Koiné görög Η Παλαια Διαθηκη (ejtsd: I Palea Diathiki) fordítása, míg az Ótestamentum (vagy régiesen Ó-Testámentom) a latin Vetus Testamentum megfelelője.

### AzÓszövetségnév bibliai magyarázata
A két szövetség megkülönböztetése Jeremiás próféta látomására nyúlik vissza, amikor így szól:
„Ímé, eljőnek a napok, azt mondja az Úr: és új szövetséget kötök az Izráel házával és a Júda házával. Nem ama szövetség szerint, a melyet az ő atyáikkal kötöttem az napon, a melyen kézen fogtam őket, hogy kihozzam őket Égyiptom földéből, de a kik megrontották az én szövetségemet, noha én férjök maradtam, azt mondja az Úr.” (…)
(Ószövetség, Jeremiás könyve, 31:31-32; fordította Károli Gáspár)
Jeremiás próféta szavaira hivatkozva Pál apostol azt tanítja A zsidókhoz írt levélben, hogy a názáreti Jézus új szövetséget kötött Isten és az emberiség között. Ez az új szövetség nem azonos azzal, amit Mózes közvetítésével kötött Isten a Kivonulás idején (lásd: Zsidókhoz írt levél 8:9). Ennek alapján a második korinthusi levélben ó szövetségről és új szövetségről beszél:
(6) „A ki alkalmatosokká tett minket arra, hogy új szövetség szolgái legyünk, nem betűé, hanem léleké; mert a betű megöl, a lélek pedig megelevenít.”
(14) „De megtompultak az ő elméik. Mert ugyanaz a lepel mind e mai napig ott van az ó szövetség olvasásánál felfedetlenül, mivelhogy a Krisztusban tűnik el.”
(Újszövetség, 2Kor, 3; ford. Károli Gáspár)
A korai keresztények ennek alapján úgy tartották, hogy a Jézus után írt könyvek megerősítették ezt az új szövetséget, ezért nevezték el azokat az új szövetség könyveinek vagy egyszerűen Újszövetségnek, a korábbi könyveket pedig Ószövetségnek.
Egy keresztény teológusnő, Marva Dawn 2004-ben azt javasolta, hogy az Ószövetséget nevezzék át Első szövetségre, ezzel megszabadítva azoktól az előítéletektől, amelyek a régi dolgokhoz fűződnek a nyugati kultúrában. Dawn elnevezése azonban napjainkig nem tett szert nagyobb népszerűségre.

### Az ótestamentum szó
A latin nyelvű bibliafordításokban a görög „szövetség” kifejezés visszaadására a kissé eltérő értelmű testamentum szót használták, amely „örökséghagyást”, „végrendelkezést” jelent. A 2. században élt Tertullianus volt az első, aki a Biblia két részére a vetus testamentum (régi testamentum) és novum testamentum (új testamentum) szavakat használta például Markion ellen című munkája 3. könyvében. Követője, a 3. századi Lactantius Isteni intézmények című könyvében (4. könyv, 20. fejezet, ) ezt írja:
Az Írás két testamentumból áll. Ami megelőzte Krisztus születését és szenvedését – a mózesi törvény és a próféták –, azt a régi testamentumnak hívják, mindazt pedig, amit az Ő feltámadása után írtak, az új testamentumnak nevezik. A zsidók a régi testamentumot használják, mi pedig az újat, de ezek nincsenek ellentmondásban egymással, mert az új testamentum a réginek a beteljesülése, és mert mindkét testamentumban ugyanaz az örökhagyó – Krisztus, aki halált szenvedett értünk – tett meg minket az Ő örök királysága örököseinek, megfosztva örökségüktől a zsidók népét.

## Részei

### Zsidó nézet
Az Ószövetség a zsidó vallás szerinti Biblián alapul, amely a keresztény Újszövetség (Novum Testamentum) írásait természetesen nem tartalmazza, hiszen a judaizmus azt nem fogadja el szentírásnak. Ezért a zsidók nem nevezik Bibliájukat Ószövetségnek, egyszerűen csak Bibliának. Ennek könyveit nagyrészt héberül, kisebb részben arámiul írták, ezért ma héber Bibliának is nevezik. A héber Biblia elnevezés teológiai szempontból semleges, míg a Tanakh a zsidó vallás szerinti, az Ószövetség pedig kifejezetten keresztény megjelölés. A Tanakh szó a Tóra, Nebi'im és Ketubim szavak rövidítése (azaz „Törvény, Próféták és Írások”, a Biblia három fő része a zsidó felosztásban).
A Tanakhnak három fő része van. Az első megegyezik Mózes öt könyvének minden kánonban elfoglalt helyével és sorrendjével, a két másik azonban további alcsoportokra oszlik, az ezekbe tartozó könyvek besorolási szemlélete jelentősen eltér a keresztény kánonoktól (vagy besorolásoktól). Ugyancsak eltér a könyvek száma, mivel több, a keresztény kánonban különállónak számító könyv egybetartozik.

### A könyvek csoportosítása
Tóra, Tanítás vagy Törvény (תּוֹרָה tórá; tôrâ; a görög pentateukhosz) –  Mózes öt könyvét tartalmazza.
Az alábbiakból áll:
- Genezis azaz a Teremtés (héberül: בראשית Berésít/Brésít, askenázi: Brejsisz; jiddis: בראשית Brejsesz)
- Kivonulás könyve (héberül: שֵׁמוֹת Sémót – Nevek vagy שְׁמוֹת Semót/Smót, askenázi: Smajsz; jiddis: שמות Smojsz)
- Leviticus (a léviták könyve)
- Numeri (a Számok könyve)
- Deuteronomium (Második törvénykönyv)

Neviim, Próféták (נְבִיאִים nəvíím; nəvîʾîm) – időrendben az izraeliek honfoglalásától a babiloni fogságig terjedő időszakot fogja át (kivéve a Krónikák könyvét, mely a Ketuvim része). Két része:
- Neviim risonim – Korai próféták:

Józsué, Bírák, Sámuel, Királyok
- Neviim acharonim – Kései próféták:

Ésaiás, Jeremiás, Ezékiel és a Tré ászár (Tizenkettő), azaz a 12 kispróféta

Ketuvim, Iratok vagy Írások (כְּתוּבִים kətúvím; kətûvîm) – Az összes többi, a fentiekbe nem tartozó könyv. Három része:
- Szifré emet (Az igazság könyvei) vagy költészeti könyvek

Zsoltárok, Példabeszédek, Jób
- Hámés megillót (Öt tekercs) vagy bölcsességi könyvek

Énekek Éneke, Rúth, Jeremiás siralmai, Eszter, Prédikátor könyve
- Ketuvim (Iratok) egyéb történeti könyvek

Dániel, Ezsdrás-Nehémiás, Krónikák
A Tórát nevezzük írott tannak, szorosan hozzátartozik a szóbeli tan azaz a Talmud, ezt később jegyeztek le,  (תַּלמוּד héberül: „tan, tanulmány, ami tanulva lett”) a posztbiblikus zsidó irodalom legnagyobb és egyértelműen legfontosabb, tematikus rendszerbe foglalt gyűjteménye, a zsidóság enciklopédiája, jogi és vallási alapvetése, szokásjogi gyűjteménye, bibliaértelmezéseinek tárháza. Egyik elnevezését, a jám ha-Talmúdot (יָם הַתַּלמוּד; „a Talmud tengere”) terjedelméről és tartalmi gazdagságáról nyerte. Van olyan vélemény is, hogy a héber Biblia nem kinyilatkoztatás, hanem az emberi képzelet terméke.

#### Csoportosítás a sorrendjük alapján
A könyvek csoportosítása a bibliai sorrendjük alapján:
Történeti könyvek
- 1 Mózes – az emberiség egyetemes őstörténete és Izráel ősatyáinak (pátriárkák) története
- 2 Mózes ·  3 Mózes ·  4 Mózes ·  5 Mózes – Izráel története a honfoglalás előtt
- Józsué ·  Bírák ·  Rúth – Izráel története a bírák korában
- 1–2 Sámuel ·  1–2 Királyok ·  1–2 Krónikák – Izráel története a bírák korának végétől az egységes és megosztott királyság korában
- Esdrás ·  Nehémiás ·  Eszter – Izráel története a babiloni fogság után

Költői könyvek
- Jób ·  Zsoltárok ·  Példabeszédek ·  Prédikátor ·  Énekek

Nagy próféták
(azon próféták írásai, amelyek nagyobb terjedelmű írásokat hoztak létre)
- Ésaiás ·  Jeremiás ·  Siralmak ·  Ezékiel ·  Dániel

Kispróféták
(azon próféták írásai, amelyek kisebb terjedelmű írásokat hoztak létre)
- Hóseás ·  Jóel ·  Ámós ·  Abdiás ·  Jónás ·  Mikeás ·  Náhum ·  Habakkuk ·  Sofóniás ·  Aggeus ·  Zakariás ·  Malakiás

### Katolikus és ortodox Ószövetség
A katolikus egyház és az ortodox egyházak szerinti Ószövetségben több könyv van, mint a jelenlegi héber Bibliában. Benne vannak ugyanis az úgynevezett deuterokanonikus könyvek is, amelyek elsősorban ógörög nyelven maradtak fenn (bár időközben megkerült héber vagy arámi eredetijük is), a legkorábbi ókori bibliafordításban, a koiné görög nyelvű Septuagintában. Ez a fordítás képezte a korai keresztények számára a Bibliát, és ezt idézik a leggyakrabban az Újszövetségben (350 idézet közül 300, köztük Jézus saját szavai is). Ez a bővebb, görög biblia lett a latin bibliafordítások alapja.

### Protestáns Ószövetség
Szent Jeromos Veritas Hebraica című műve alapján Luther Márton a deuterokanonikus könyveket az az Ószövetség és az Újszövetség között, külön fejezetben Apokrifek címszó alatt foglalta bele a saját bibliafordításába. Ezeket, bár építő jellegű, hasznos könyveknek tekintette, nem tartotta sugalmazottaknak. A protestáns bibliafordítások ezt a gyakorlatot követték, ám a 19. századtól  kezdve teljesen kikerültek a protestáns bibliafordításokból. A jelenlegi protestáns Ószövetség ily módon ugyanazokat a könyveket tartalmazza, mint a későbbi héber kánon, csak a sorrendjük és számozásuk más. A protestánsok szerint 39, a zsidók szerint 24 könyvből áll, mert a zsidó vallás szerint Sámuel, a Királyok és a Krónikák egy-egy könyvnek számítanak, a 12 kis próféta könyve egyetlen könyvet alkot, valamint Esdrás és Nehémiás könyve is egynek számít.

### Tudományos gyakorlat
A tudományos gyakorlatban általában a héber Biblia szolgál a Tanakh és az Ószövetség egységes megjelölésére, ha azt a vallási szempontoktól és az egyes könyvek sorrendjétől és felosztásától függetlenül vizsgálják, például a történeti bibliakutatásban.

## A Tanakh zsidó kánon szerinti beosztása
A könyvek héber elnevezései vagy azok kezdőszavai (például Mózes öt könyve, Jeremiás siralmai), vagy a keresztény kánonból is ismert szerzői elnevezések.
| תורה TÓRA (TOJRE)                 | TANÍTÁS (TÖRVÉNY)   | TANÍTÁS (TÖRVÉNY)          | TANÍTÁS (TÖRVÉNY)            |
| --------------------------------- | ------------------- | -------------------------- | ---------------------------- |
| Héber                             | Magyar              | Latin                      | Fordítás                     |
| 1. בראשית Berésit (Brejsesz)      | Mózes I. könyve     | Genesis                    | Teremtés(Kezdetben)          |
| 2. שמות S'mót (Smojsz)            | Mózes II. könyve    | Exodus                     | Kivonulás(Nevek)             |
| 3. ויקרא Vajjiqrá (Vajikro)       | Mózes III. könyve   | Leviticus                  | Léviták(Szólítá)             |
| 4. במדבר Bammidbár (Bamidbor)     | Mózes IV. könyve    | Numeri                     | Számok(A pusztában)          |
| 5. דברים Devárim (Dvorim)         | Mózes V. könyve     | Deuteronomium              | Második Törvénykönyv(Szavak) |
| נביאים NEVIIM (NEVIIM)            | PRÓFÉTÁK            | PRÓFÉTÁK                   | PRÓFÉTÁK                     |
| 6. יהושוע (Jehojsue)              | Józsué              | Iosue                      | Józsué                       |
| 7. שופטים (Sojftim)               | Bírák               | Iudicum                    | Bírák                        |
| 8. שמואל (Smuel)                  | Sámuel I-II.        | Regnorum I-II.             | Sámuel                       |
| 9. מלכים (Mlokhim)                | Királyok I-II.      | Regnorum III-IV.           | Királyok                     |
| 10. ישעיה (Jesaje)                | Ézsaiás             | Isaias                     | Ézsaiás                      |
| 11. ירמיה (Jirmejohu)             | Jeremiás            | Ieremias                   | Jeremiás                     |
| 12. יחזקאל (Jekheszkl)            | Ezékiel             | Ezechiel                   | Ezékiel                      |
| 13. תרי עשר                       | Tizenkét kispróféta | Duodecim Prophetae Minores | Tizenkettő                   |
| i. הושע (Hojseje)                 | Hóseás              | Osee                       | Hóseás                       |
| ii. הושע (Jojl)                   | Jóel                | Ioel                       | Jóel                         |
| iii. עמוס (Ámosz)                 | Ámosz               | Amos                       | Ámosz                        |
| iv. עֹבַדְיָה (Ovadja)                | Ovádja              | Abdiæ                      | Ovádja                       |
| v. יוֹנָה (Jónah)                   | Jónás               | Jonæ                       | Jónás                        |
| vi. מִיכָה (Mikah)                  | Miha                | Michææ                     | Mikeás                       |
| vii. נַחוּם (Nákhum)                | Náhum               | Nahum                      | Náhum                        |
| viii. חֲבַקּוּק (Khavhakuk)           | Habakuk             | Habacuc                    | Habakuk                      |
| ix. צְפַנְיָה (Zefánjah)              | Cefánja             | Sophoniæ                   | Cefánja                      |
| x. חַגַּי (Hágáj)                    | Hággáj              | Aggæi                      | Hággáj                       |
| xi. זְכַרְיָה (Zeháriah)              | Zekárja             | Zachariæ                   | Zehárja                      |
| xii. מַלְאָכִי (Malachi)              | Malachi             | Malachiæ                   | Malachi                      |
| כתובים KETUVIM (KSZUVIM)          | ÍRÁSOK              | ÍRÁSOK                     | ÍRÁSOK                       |
| 14. תהלים (Tilim)                 | Zsoltárok           | Psalmi                     | Tizenkettő                   |
| 15. משלי (Misle)                  | Példabeszédek       | Proverbia                  |                              |
| 16. איוב (Iev)                    | Jób                 | Iob                        | Jób                          |
| 17. שיר השירים (Sir Hasirim)      | Énekek éneke        | Canticum                   |                              |
| 18. רות Rut (Rusz)                | Ruth                | Ruth                       | Ruth                         |
| 19. איכה (Ejkho)                  | Jeremiás siralmai   | Lamentaciones (Threni)     |                              |
| 20. קהלת (Kojhelesz)              | Prédikátor          | Ecclesiastes               |                              |
| 21. אסתר (Eszter)                 | Eszter              | Esther                     | Eszter                       |
| 22. דניאל (Donjel)                | Dániel              | Daniel                     | Dániel                       |
| 23. עזרא ונחמיה (Ezro - Nekhemjo) | Ezsdrás - Nehémiás  | Esrae                      |                              |
| 24. דברי הימים (Divre Hajomim)    | Krónikák I-II.      | Paralipomenon              |                              |

A héber Bibliát hagyományosan három nagy csoportra osztják fel. 39 könyvből áll, a judaizmus  legfontosabb szent irata, emellett a kereszténység kánonjának első fele, és a Korán szövegén keresztül az iszlám számos allúziójának és etikai tanításának is gazdag forrása.
A héber Bibliának a zsidó vallás által elfogadott formája a Tanakh. A kereszténység a héber Bibliát más sorrendben tagolja és Ószövetségnek vagy Ótestamentumnak nevezi, mivel az ő szent könyvüknek a héber Biblia csak az első része, ennek folytatása az Újszövetség vagy Újtestamentum.
A katolikus és ortodox Ószövetségben ugyanakkor további iratok is szerepelnek. Ezek a deuterokanonikus könyvek (másodkanonizált könyvek), közéjük tartoznak például a Makkabeusok két könyve, Tóbiás könyve, Judit könyve, Jósua ben Sirák bölcsességei.

## Írói
Évszázadokon keresztül azt feltételezték, hogy a Mózes öt könyvét maga Mózes írta közvetlenül a halála előtt. A mai kutatók alapján Mózes öt könyve (Tóra) négy hagyomány alapján született és századokkal Mózes halála után foglalták írásba.

## Az Ótestamentum történelmi hitelessége

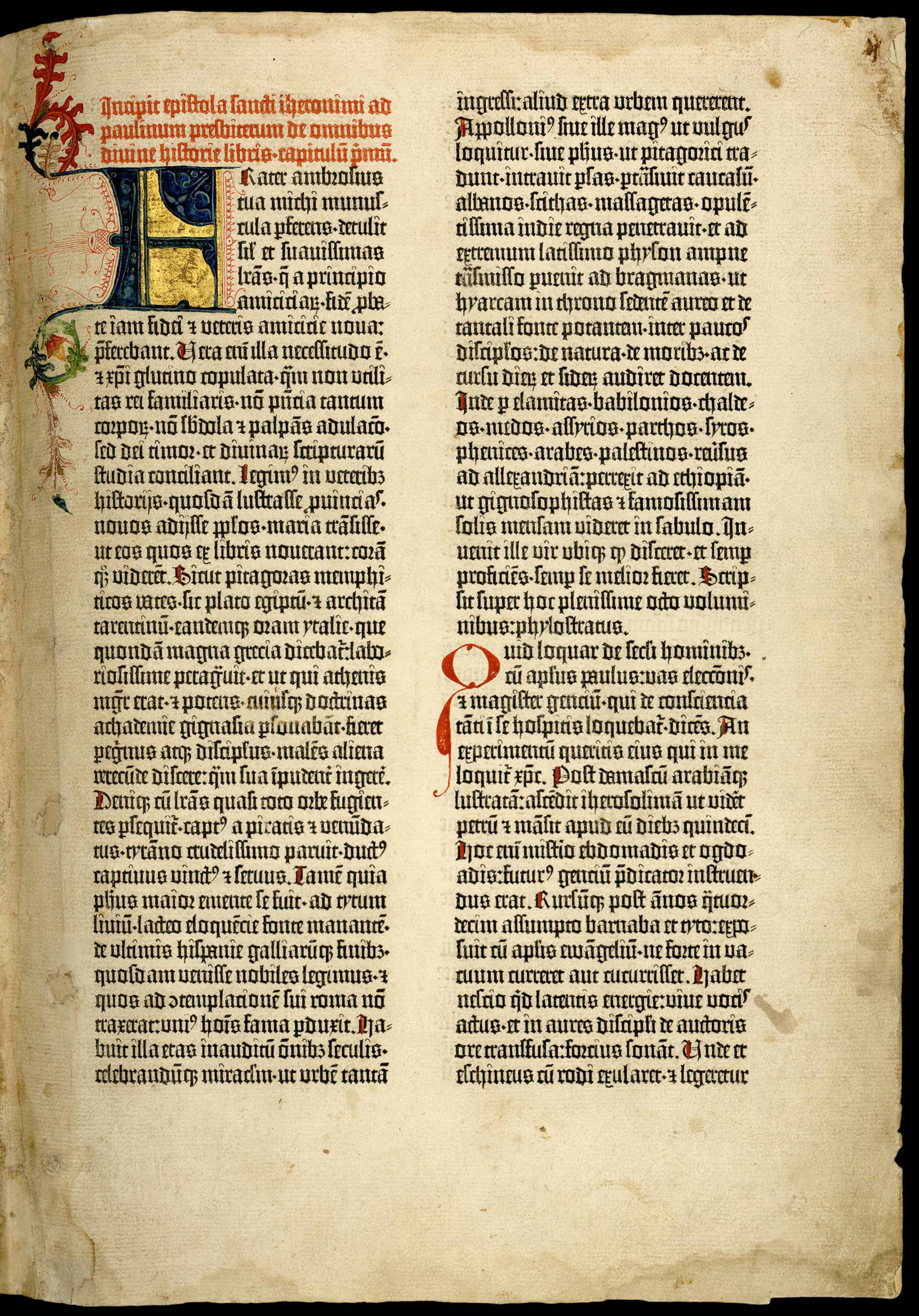
Szent Jeromos levele Nolai Szent Paulinushoz, részlet (Gutenberg Bibliájában)

### Wellhausen elmélete
Az Ótestamentum történelmi hitelessége rengeteg vita tárgyát képezte, különösen a 19. század óta, amikor Julius Wellhausen négy különböző szálat különített el a mózesi könyvekben (JEDP). A Wellhausen-iskola időben behatárolta a különböző szálak keletkezését és későbbi szerkesztésüket; kialakulásukat a Kr. e. 10.–5. századra tette. Mivel Mózes könyveit – Wellhausen szerint – jóval a benne leírt események megtörténte után állították össze, azok, akik elfogadják Wellhausen elméletét, az Ószövetség első öt könyvének elbeszélőit legendás vagy kitalált alakoknak tartják. A konzervatív Biblia-tudósok többsége azonban elutasította Wellhausen elméletét és az izraeli történelem ilyen negatív értékelését.

### Összehasonlító régészet
A 20. században, a modern régészet és a William F. Albright bibliarégész által vezetett ókori közel-keleti összehasonlító régészet hajnalán a bibliai elbeszélések történelmi hitelességét nagyrészt elfogadták, egészen az 1970-es évekig. Az 1970-es évek óta John van Seters és Thomas L. Thompson új ellenvetéseket támasztott az Albright-iskola összehasonlító elemzésével szemben, és az elbeszélések kevésbé történelmi megközelítését szorgalmazták. Az ebből származó mozgalom eltávolodott Albright nézeteitől a héber Biblia beszámolóiról Izrael korai történelméről.

### Napjaink vitái
A történetírás alapját jelentő dokumentumok: az irodalmi, epigráfiai (felirattan, az ókori feliratokkal foglalkozó tudomány), régészeti stb. források alapján nehéz kinyomozni, hogy egy ószövetségi esemény hogyan történt valójában. A jelenleg az Ótestamentum történelmi hitelességéről vitázókat több táborra is lehet osztani. Az egyik ilyen csoportot kritikusai „bibliai minimalisták”-nak  nevezték el. A minimalisták (például Philip Davies) nagyon kevés történelmileg igazolható tényt látnak az Ószövetségben. 
A bibliai minimalisták általában azt tartják, hogy a Biblia elsősorban teológiai és apologetikai mű , és a benne található összes narratíva etiológiai jellegű. A legkorábbi történeteknek vélhetően fiktív történelmi alapjuk van, amelyet évszázadokkal később (főleg a babiloni száműzetés alatt és után) rekonstruáltak, és kevés valódi történelmi alapjuk van. E nézet szerint a bibliai pátriárkákról szóló elbeszélések kitalált történetek, az egységes zsidó királyság létezése, ahogy például Dávid és Saul király történetei is a későbbi iráni-hellenisztikus példák alapján születtek.
Más kritikus tudósok (például William Dever) a „bibliai maximalisták”  címet érdemelték ki azzal, hogy a bibliai történeteket legalább a királyság kezdetétől történelmileg nagyrészt hitelesnek tartják, bár a Bírák koráról és a még korábbi időkről szóló beszámolókkal kapcsolatban nekik is kétségeik vannak. A konzervatív tudósok általában hitük miatt elfogadják az összes ószövetségi történet hitelességét, bár vitatják, hogy ez a hit mindig összeegyeztethető a külső bizonyítékokkal (például Kenneth Kitchen).

## Keresztény nézetek az Ószövetségről

### Az Ószövetség és az Újszövetség kapcsolata
A keresztények nem vallanak egységes nézeteket az Ószövetség és az Újszövetség kapcsolatáról.

#### Amiben minden keresztény egyetért
Az Újszövetség rengeteg utalást tartalmaz az Ószövetségre és gyakran idézi is, különösen a keresztények által Jézussal azonosított Messiás (görögül: Hrisztosz) eljövetelével kapcsolatos jövendölések valóra válásával foglalkozó részeket. A keresztény teológia szemszögéből a két Szövetségen átfutó közös szál a Jézus Krisztus által uralt mennyei, isteni királyság valóra válásának ígérete.

#### Alternatív nézetek
A helyettesítő nézet hívei úgy tartják, Izrael népét Isten szövetségeseként Krisztus eljövetele óta a keresztények váltották fel. Ezt több újszövetségi versre alapozzák, közülük az egyik a Pál levele a Galátziabeliekhez 3:29 passzusa: „Ha pedig Krisztuséi vagytok, tehát az Ábrahám magva vagytok, és ígéret szerint örökösök.” Ez a gyakorlatban azt jelenti, hogy míg az Ószövetség szertartásbeli és étkezésre vonatkozó törvényei eltörölhetők, az etikai és erkölcsi törvények változtathatatlanok. Ennek a nézetnek a hívei azt is tartják, hogy az Izraelre vonatkozó egyes ószövetségi próféciák beteljesültek Jézus eljövetelében és a keresztény egyház létrejöttében. A diszpenzionalizmus hívei és sokan mások nem értenek egyet ezekkel a nézetekkel; nem összeegyeztethető például a katolikus és az ortodox vallással.[forrás?]
Egy másik nézet szerint a Biblia különböző szövetségei abban a szövetségben teljesülnek be, amelyet Jézus vérével kötöttek, és hogy Izrael mindig is az egyház egy változatának vagy jelképének számított.
A legtöbb keresztény úgy tartja, hogy az Ószövetség és az Újszövetség egymással szerves egészet alkot. Akadnak azonban olyan nézetek is, amelyek a kettőt szembeállítják egymással. Egyes irányzatok, például a gnosztikusok egészen odáig elmentek, hogy azt állították, hogy az Ószövetség istene különböző lény, mint az Újszövetségé, és az ószövetségi istent gyakran demiurgosznak nevezték. Közülük páran, például a szinopéi Markión (bár ő tulajdonképpen nem volt gnosztikus) ennél is továbbmentek, és azt mondták, az Ószövetségnek nem kellene a keresztény Biblia részét képeznie. A legtöbb keresztény felekezet ezt a nézetet eretnekségnek tartja.

### Az Ószövetség érvényessége a keresztényekre
Sokan vitatják, hogy az Ószövetség és törvényei vonatkoznak-e keresztényekre. Például nagyon kevés keresztény tartja be az Ótestamentumban előírt kóser étkezési előírásokat, de a legtöbben betartandónak ítélik a Tízparancsolatot, a sabbat megtartásával, annak vasárnapra való áthelyezésével. Az, hogy az Ószövetség törvényei mennyire érvényesek a keresztényekre, igen sok, napjainkban fontos kérdésben vitákat okoz, például a homoszexualitás és a nők pappá szentelése kérdéseiben. A legtöbb keresztény egyetért azonban abban, hogy az Ószövetség létfontosságú az Újszövetség megértéséhez, és mindkettőt Isten ihlette.

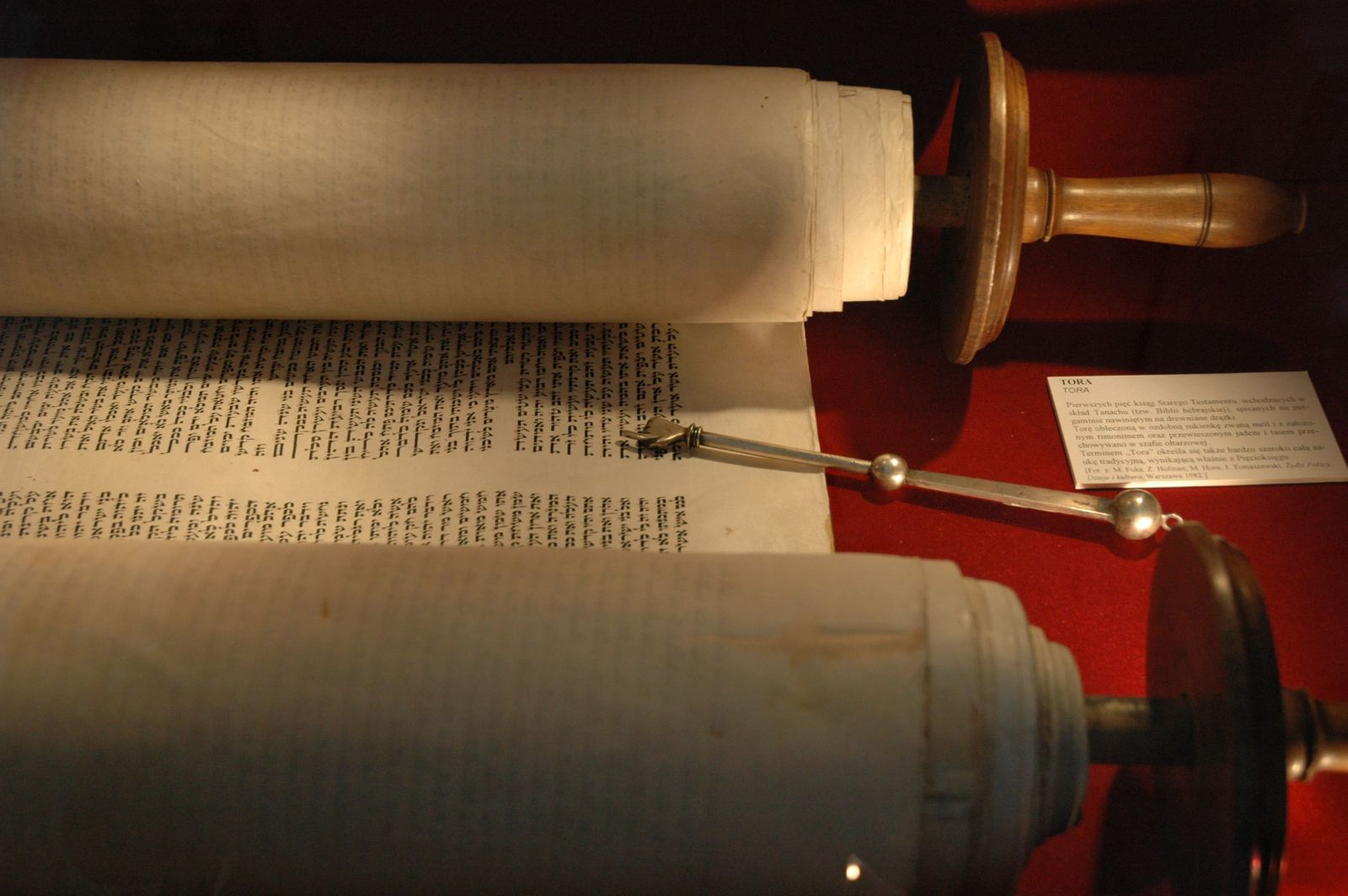
Tóra-tekercs

Az Ószövetség első részét Mózes öt könyve alkotja, héber nevén a Tóra (vagyis „Törvény”). A hagyományos kereszténység úgy tartja, a Tóra törvényei Isten szava, de tagadják, hogy a mózesi könyvek minden törvénye vonatkozna rájuk, keresztényekre is. Az Újszövetség azt mutatja, hogy Jézus Krisztus új szövetséget kötött Isten és népe között (Zsidókhoz írt levél 8; Jeremiás könyve 31:31-34), és ez a mózesi szövetséget több értelemben is érvényteleníti (Zsid 8:13). A szövetség megváltozása jelentheti a törvény változását is. Márk evangélista azt a következtetést vonta le Jézus tanításaiból, hogy a kóser étkezés mózesi törvényei már nem érvényesek a keresztényekre („Jézus ezzel tisztának nyilvánított minden ételt” – Márk evangéliuma 7:19). A Zsidókhoz írt levél írója azt sugallja, hogy az áldozatok és a levita papság előrevetítette Jézus áldozatát a kereszten, és amint Krisztus eljött, a rituális törvények nem kötelezőek többé (Zsidókhoz írt levél 8:5; 9:23-26; 10:1). Másfelől azonban az Újszövetség megismétel és a keresztények számára is előírássá tesz számos ószövetségi törvényt, közte a „szeressed felebarátodat mint magadat” (Mózes 3. könyve 19:18), „Szeressed azért az Urat, a te Istenedet teljes szívedből, teljes lelkedből és teljes erődből” (Mózes 5. könyve 6:5) törvényeket, valamint a Tízparacsolatot (Mózes 2. könyve 20:1-17) a Sabbatra vonatkozó parancsolat kivételével.
Ebből teológiai iskolák egész serege származott annak magyarázatára, mely törvények vonatkoznak a keresztényekre és melyek nem. Bár egyes keresztények Pál apostol írásaiból arra következtettek, hogy a keresztények isteni kegyelem folytán mentesültek minden mózesi törvény alól (lásd: antinomianizmus), a legtöbb keresztény nem így tartja. Az egyik leggyakoribb protestáns megközelítést a Westminsteri Hitvallás (1646) foglalja össze; eszerint a mózesi törvények három csoportra oszlanak: erkölcsi, polgári és egyházi, ebből a mai keresztényekre egyedül az erkölcsi törvények érvényesek. Mások a mózesi törvények közül csak azokat tartják érvényesnek keresztényekre, amelyeket az Újszövetség megismétel. Az 1970-es és '80-as években a keresztény rekonstrukcionalizmus (teonómia) nevű mozgalom felvetette, hogy a mózesi polgári törvényeket is alkalmazni kellene a mai társadalomban egy modern teokratikus állam felállítása részeként. Mások elfogadják ugyan, hogy a mózesi törvények eredeti formájukban már nem érvényesek, és a megszegésükért a Bibliában kiszabott büntetéseknek csak az adott történelmi korban volt jelentőségük, azonban továbbra is napjainkra is érvényes erkölcsi és vallási alapelveket keresnek a Törvényben. Pál apostolnak a Törvényhez való hozzáállása még ma is vitatott téma az Újszövetséggel foglalkozó tudósok körében.

### Pátriárkák kora
A bibliai szövegekben található néhány egyértelmű nyom, melyek leszűkítik összeállításának lehetséges korát. A pátriárkák történetében rengeteg teve, tevecsorda szerepel (Ter 37:25) egy kereskedőkaraván teherhordóiként kerülnek említésre. Viszont közismert, hogy az i. e. 2. évezred vége felé háziasították, és i. e. 1000 után terjedt el széles körben a Közel-Keleten. József történetében a „gumival, balzsammal és illatos gyantával” megrakott karaván arra utal, hogy a szöveg szerzői jól ismerték az i. e. 8. század-i. e. 7. századi arab kereskedelmet, mely az asszír birodalom felügyelete alatt virágzott. Az Izrael déli síkságán Tell Dzsemmehnél végzett ásatások a kifejlett tevék csontjainak drámai növekedését tárták fel az i. e. 7. századból.
Mindegyik nyom arra utal, hogy a szövegeket több évszázaddal a pátriárkák koraként meghatározott korszakot követően állították össze. A többi ellentmondással együtt ezek azt látszanak alátámasztani, hogy a pátriárkák elbeszéléseit az i. e. VIII-VII. században foglalták írásba.

### Arámiak
Az arámiak meghatározó szerepet játszottak Jákob Leával és Ráhellel kötött házasságának, illetve a nagybátyjával Lábánnal való kapcsolatának a történeteiben. Az arámiak kb. i. e. 1100 előtt nem kerülnek említésre önálló népcsoportként a Közel-Keleten. Izrael és Arám sűrűn keveredett katonai konfliktusba. Az Izraeli királyság északi részének lakossága arámi származásúnak tűnik. A Második Törvénykönyv „vándorló arám”-nak nevezi Jákobot (MTörv 26:5).

### Hükszószok
Az Egyiptomban magas hivatalt betöltő József története a Teremtés könyve szerint az Egyiptomba bevándorló kánaánita bevándorlók leghíresebb elbeszélése. Léteznek más, egyiptomi források is. Manethón egyiptomi történetíró írta az i. e. 3. században, hogyan özönlötték el Egyiptomot  bizonyos keleti idegenek, akiket hükszószoknak nevezett. A „hükszósz” egy Manethón által „pásztorkirályok”-ként fordított, ám valójában „idegen földek urai” jelentéssel bíró egyiptomi szó görög alakja. Manethón szerint a hükszószok Avarisz nevű városban vetették meg lábukat a Nílus deltavidékén, és ott dinasztiát alapítottak, mely több, mint öt évszázadig uralkodott Egyiptom fölött. A legújabb régészeti ásatások viszont azt mutatják, hogy a hükszósz „invázió” valójában fokozatos, Kánaánból Egyiptomba történő bevándorlás volt, nem pedig egy gyors hadjárat.